# Jože Tiran
Jože Tiran, slovenski gledališki igralec in režiser, * 10. januar 1920, Ljubljana, † 20. marec 1965, Babna Gora, Dobrova - Polhov Gradec.
Rodil se je v družini železničarja Antona Tirana in njegove žene Franje (roj. Lavrič) in že med šolanjem na III. državni realki v Ljubljani izstopal z recitatorskim darom. Zato se je začel vzporedno šolati še na Ljubljanskem glasbenem konservatoriju pri Osipu Šestu in hkrati z maturo končal tudi srednjo šolo konservatorija. Nato je vpisal študij slavistike na Filozofski fakulteti v Ljubljani in vzporedno dramatike na Akademiji za glasbo, kjer je tik pred drugo svetovno vojno opravil prvi državni izpit.
Že kot študent je bil honorarno angažiran v ljubljanski Drami, kjer je 1. oktobra 1939 odigral svojo prvo vlogo Hajmona v izvedbi Sofoklejeve Antigone. Po izbruhu vojne se je ob ustanovitvi Osvobodilne fronte angažiral v odporniškem gibanju, zato so ga italijanske zasedbene oblasti že februarja 1942 odpeljale v taborišča (Čiginj, Gonars, Treviso), od koder se je vrnil čez eno leto in nadaljeval z delom v Drami, kmalu po tistem pa je postal prvi poklicni igralec narodnoosvobodilne vojske. V različnih enotah je recitiral, režiral in organiziral prireditve, med drugim na Kočevskem zboru, kjer je nastopil v predstavi Klopčičeve enodejanke Mati. Leta 1944 je postal prvi član ansambla Slovenskega narodnega gledališča za osvobojeno in kontrolirano ozemlje in poleg igranja predaval v dramskih tečajih ter bil nekaj časa vršilec dolžnosti ravnatelja.
Prvo sezono po koncu vojne je bil v znova ustanovljenem slovenskem gledališču v Trstu, nato pa tri leta spet v ljubljanski Drami. Nato je bil glavni pobudnik ustanovitve ljubljanskega mestnega gledališča, kjer je ob ustanovitvi konec leta 1949 prevzel položaj ravnatelja. To vlogo je opravljal do leta 1956, tudi po umiku s položaja pa je ostal stalni režiser. Leta 1963 je bil izvoljen za poslanca kulturnoprosvetnega zbora Skupščine SRS.
Še bolj kot dramski igri se je posvečal umetniški pripovedi, predvsem s teksti Cankarja in Zupana, v kasnejših letih pa režiji. V času, ko je vodil mestno gledališče, je tudi režiral le priložnostno.
V Trstu je spoznal igralko Vladošo Simčič, s katero sta se poročila in imela hčer Barbaro (por. Bajd). Žena mu je sledila v Ljubljano, kjer je bila nato do njegove smrti članica ansambla ljubljanskega mestnega gledališča.

## Priznanja
Za umetniško pripoved Cankarjeve Bele krizanteme je leta 1950 prejel Prešernovo nagrado, leta 1965 pa je bil tudi med prvimi prejemniki Župančičeve nagrade.